# 劉家衡
劉家衡（？—），香港前公民黨黨員，前深水埗區議會南昌北選區議員，於2019年香港區議會選舉擊敗時任民建聯雙料議員鄭泳舜當選。
劉家衡於2020年11月11日結婚，其妻為KOL、模特兒潘書韻（搣時潘），目前兩人定居英國。

## 從政

### 當選區議員
劉家衡因反對議會將再次由建制派人士自動當選而決定參選，透過同學鄭達鴻協助尋找選區進行地區工作。於參選初期，劉家衡一度和社民連成員鄧曉文撞區，期後社民連作出讓步，放棄參選，最終以446之差擊敗鄭泳舜。
當選後，有人借用當時為其女友的潘書韻戴上有他姓名的「風紀帶」助選的照片，製作網上假新聞及假圖指劉家衡為「著名援交女」、「AV天使」，劉回應指自己作為民主派被抹黑是意料之內，但「我沒想過有一天我連自己的性別也需要澄清」，透露自己Instagram帳戶好多人問佢收幾錢，「但我一向用心服務街坊不收費的」。

### 反警暴橫額案
2020年1月24日，劉家衡指在長沙灣道與南昌街交界合法位置掛上寫有「願香港制警惡除警姦」的橫額，翌日收到警方通知稱該橫額內容或涉及誹謗，影響警方名聲。劉其後又收到地政總署電郵，稱橫額內容意識不良，要求他移除橫額。警方要求劉家衡移除該橫額，指橫額印有影響警隊聲譽的內容並且自行以垃圾膠袋套上，到28日早上其助理陳樂行檢查橫額是否被損毀時，在場有大批警員看守，陳樂行上前拉開膠袋欲檢查橫額時，警員就指陳涉嫌「刑事毀壞」並拘捕他。劉家衡及助理解釋只是檢查橫額，警員則稱「唔使講咁多」（不用說那麼多），拒絕讓兩人檢查並聲稱只能把橫額移除，而移除前亦需出示身分證供警方登記。劉家衡認為，警方行為非常不合理，他指出，該幅橫額為他所擁有，批評警方浪費警力，「派十幾人看守橫額，區內偷竊案又唔處理」。

### 辦事處受襲
劉家衡當選後與鄰區友好議員李文浩合租辦事處，並於門外貼上「本辦事處不為任何藍絲提供服務，藍絲與狗不得內進」之告示。事後告示於社交媒體廣傳，導致李不斷收到騷擾電話及訊息，並警告他「會比人斬」、「會變浮屍」等。2020年3月7日，有群眾到辦事處抗議發生爭執。9日再有30多人手持標語和木棍到辦事處抗議，抵達後向辦事處吐口水，混亂之間職員潘書韻（同時為其女友）稱要清潔辦事處，於門外傾倒漂白水並濺中抗議群眾，立即觸發雙方肢體衝突。最終兩名議員和三名女職員均告受傷送明愛醫院治理，辦事處的閉路電視亦遭破壞。事後警方到場拘捕三名抗議人士，包括政研會主席關新偉及鄧德成。
2020年3月12日清晨，深水埗反黑組警員持搜索令登門搜查其與潘同居之寓所，拒絕解釋原因之餘更要求劉停止作網上直播。搜索期間檢走潘之手機及其於早前衝突時所穿衣物，搜查完畢後更將潘帶走。警方其後向劉聲稱其女友被押往深水埗警署，但潘實際上被扣留於長沙灣警署。

### 辭職流亡
2021年7月11日，其於區議員辭職潮中稱因被政府欠薪、加上妻子案件帶來的財政壓力辭職。13日時其妻未有準時出席案件聆訊，並因此被法庭通緝。15日劉於社交媒體上宣布已偕有案在身的妻子流亡英國拉夫堡。

## 資料來源
1. . 深水埗區議會. 25 May 2020  [2020-11-03] （英语）.
2. 1 2  . 蘋果日報 (香港). 2019-12-29  [2019-12-29]. （原始内容存档于2019-12-29）.
3. ↑  . 立場新聞 Stand News.   [2019-12-25]. （原始内容存档于2019-10-22） （英语）.
4. ↑  Pao, Ming. . www.mingpaocanada.com.   [2019-12-25]. （原始内容存档于2019-12-25） （英语）.
5. ↑  . Apple Daily 蘋果日報.   [2019-12-25]. （原始内容存档于2019-12-25）.
6. ↑  劉錦華. . 香港01. 2019-11-30  [2019-12-25]. （原始内容存档于2020-01-06） （中文（香港））.
7. 1 2 3 4  . 明報新聞網 - 即時新聞 instant news.   [2020-01-28]. （原始内容存档于2020-01-28） （中文（繁體））.
8. ↑  . 立場新聞 Stand News.   [2020-01-28]. （原始内容存档于2020-08-14） （英语）.
9. ↑  陳康智. . 香港01. 2020-01-28  [2020-01-28]. （原始内容存档于2020-01-28） （中文（香港））.
10. ↑  . www.facebook.com.   [2020-01-28] （中文（简体））.
11. ↑  . 立場新聞 Stand News.   [2020-03-07]. （原始内容存档于2020-08-08）.
12. ↑  . Apple Daily 蘋果日報.   [2020-03-10]. （原始内容存档于2020-11-26）.
13. ↑  凌逸德. . HK01.   [2020-03-11]. （原始内容存档于2020-03-19）.
14. ↑  . 信報財經新聞.   [2020-03-11]. （原始内容存档于2020-07-15）.
15. ↑  . 立場新聞 Stand News.   [2020-03-12]. （原始内容存档于2020-10-23）.

## 外部連結
- 劉家衡的Facebook專頁

| 議會席位      | 議會席位                                                 | 議會席位        |
| ------------- | -------------------------------------------------------- | --------------- |
| 前任： 鄭泳舜 | 深水埗區議會 南昌北選區區議員 2020年1月1日—2021年7月11日 | 繼任： 議席懸空 |